# تاتسویا کاتو
تاتسویا کاتو (انگلیسی: Tatsuya Kato؛ زادهٔ ۲۸ ژوئیهٔ ۱۹۸۰) موسیقی‌دان اهل ژاپن است. وی از سال ۲۰۰۳ میلادی تاکنون مشغول فعالیت بوده‌است.